# Ben Osmo
Ben Osmo (geb. vor 1975) ist ein australischer Tontechniker.

## Leben
Osmo begann seine Karriere im Filmgeschäft 1975 als Tontechniker beim Fernsehfilm Double Dealer. Bis Mitte der 1980er Jahre hatte er nur vereinzelte Engagements bei Fernsehproduktionen. Dies änderte sich nach seinem Debüt beim Film, das er 1987 bei Ken Camerons Filmdrama Der Versuchung verfallen mit Rachel Ward, Bryan Brown und Sam Neill hatte. In der Folge arbeitete er an einer Reihe erfolgreicher australischer als auch Hollywoodproduktionen, darunter Todesstille, Lorenzos Öl, Ein Schweinchen namens Babe und Oscar und Lucinda. 2016 erhielt er gemeinsam mit Chris Jenkins und Gregg Rudloff den Oscar in der Kategorie Bester Ton für Mad Max: Fury Road. Er wurde zweimal mit dem AACTA Award in der Kategorie Bester Ton ausgezeichnet und war zudem zweimal für den British Academy Film Award nominiert.

## Filmografie (Auswahl)
- 1975: Double Dealer (Fernsehfilm)
- 1984: Kindred Spirits (Fernsehfilm)
- 1984: Mail Order Bride (Fernsehfilm)
- 1984: Crime of the Decade (Fernsehfilm)
- 1985: Time’s Raging (Fernsehfilm)
- 1987: Der Versuchung verfallen (The Umbrella Woman)
- 1989: Todesstille (Dead Calm)
- 1992: Lorenzos Öl (Lorenzo’s Oil)
- 1992: Strictly Ballroom – Die gegen alle Regeln tanzen (Strictly Ballroom)
- 1995: Ein Schweinchen namens Babe (Babe)
- 1996: Das Phantom (The Phantom)
- 1997: Oscar und Lucinda (Oscar and Lucinda)
- 1997: Robinson Crusoe
- 1998: Schweinchen Babe in der großen Stadt (Babe: Pig in the City)
- 2000: The Monkey’s Mask
- 2001: Crocodile Dundee in Los Angeles
- 2003: Peter Pan
- 2008: The Black Balloon
- 2011: Sleeping Beauty
- 2012: The Sapphires
- 2015: Mad Max: Fury Road
- 2017: Alien: Covenant
- 2018: Peter Hase (Peter Rabbit)
- 2019: I Am Woman
- 2021: Peter Hase 2 (Peter Rabbit 2: The Runaway)

## Auszeichnungen
- 1993: BAFTA-Film-Award-Nominierung in der Kategorie Bester Ton für Strictly Ballroom – Die gegen alle Regeln tanzen
- 2013: AACTA Award in der Kategorie Bester Ton für The Sapphires
- 2016: Oscar in der Kategorie Bester Ton für Mad Max: Fury Road
- 2016: BAFTA-Film-Award-Nominierung in der Kategorie Bester Ton für Mad Max: Fury Road
- 2016: AACTA Award in der Kategorie Bester Ton für Mad Max: Fury Road